# I've Been Expecting You
I've Been Expecting You er det andet studiealbum fra Robbie Williams.
Robbie Williams blev sagsøgt af Ludlow Publishing for sangen Jesus in a Camper Van, fordi den indeholdte linjer fra Loudon Wainwright III-sangen "I Am The Way", derfor blev sangen erstatet med "It's Only Us".

## Nummerliste
Alle sangen er komponeret af Williams/Chambers, med mindre andet er angivet.
1. "Strong" – 4:39
2. "No Regrets" – 5:10
3. "Millennium" (John Barry/Leslie Bricusse/Guy Chambers/Robbie Williams) – 4:05
4. "Phoenix From the Flames" – 4:02
5. "Win Some Lose Some" – 4:18
6. "Grace" – 3:14
7. "Jesus In A Camper Van" – 3:39 (erstattet med "It's Only Us" – 2:50)
8. "Heaven From Here" – 3:05
9. "Karma Killer" – 4:26
10. "She's the One" (Karl Wallinger) – 4:18
11. "Man Machine" – 3:34
12. "These Dreams" – 5:08 *

- Sangen These Dreams indeholder de skjulte sange Stand Your Ground og Stalker's Day Off"

## Singler
- Sep 1998: Millennium
- Dec 1998: No Regrets / Antmusic
- Mar 1999: Strong
- Nov 1999: She's The One / It's Only Us